# بي إم دبليو إف 800 إس تي
بي إم دبليو إف 800 إس تي هي دراجة نارية رياضية للرحلات، صنعت بواسطة شركة بي إم دبليو موتوراد من عام 2006 إلى عام 2013. هذه الدراجة هي جزء من مجموعة F-bike والتي تتضمن دراجة بي إم دبليو إف 800 إس ، وبي إم دبليو إف 800 جي إس الرياضية المزدوجة، بي إم دبليو إف 800 آر القياسية.
تمتلك دراجة بي إم دبليو إف 800 إس تي نفس الإطار والمحرك ونظام التعليق المستخدم في طراز بي إم دبليو إف 800 إس، ولكنها تختلف بشكل أساسي في التصميم الانسيابي ونوع المقود. في عام 2013 استبدلت بدراجة بي إم دبليو إف 800 جي تي.